# Sepedon knutsoni
Sepedon knutsoni är en tvåvingeart som beskrevs av Vala, Gbedjissi och Dossou 1994. Sepedon knutsoni ingår i släktet Sepedon och familjen kärrflugor.
Artens utbredningsområde är Benin. Inga underarter finns listade i Catalogue of Life.